# 페드로 산체스
페드로 산체스 페레스카스테혼(스페인어: Pedro Sánchez Pérez-Castejón [ˈpeðɾo ˈsantʃeθ ˈpeɾeθ kasteˈxon], 문화어: 뻬드로 싼체스 뻬레스 까스떼혼, 1972년 2월 29일~)은 스페인의 총리이며, 스페인 사회노동당의 당수이다. 2018년 6월 1일 사회노동당이 제출한 국민당 마리아노 라호이 정부에 대한 불신임 결의가 스페인 하원을 통과하였고, 스페인 헌법이 불신임 결의안을 제출한 정당에게 정부 구성권을 주는 규정에 따라 총리에 임명되었다. 그는 좌파 성향으로 분류된다.

## 생애

### 어린 시절
1972년 2월 29일 스페인 마드리드에서 태어났다. 그는 마드리드 콤플루텐세 대학교를 졸업했다. 또한 그는 스페인어 말고도 영어와 프랑스어를 구사할 수 있다.

### 정치 활동

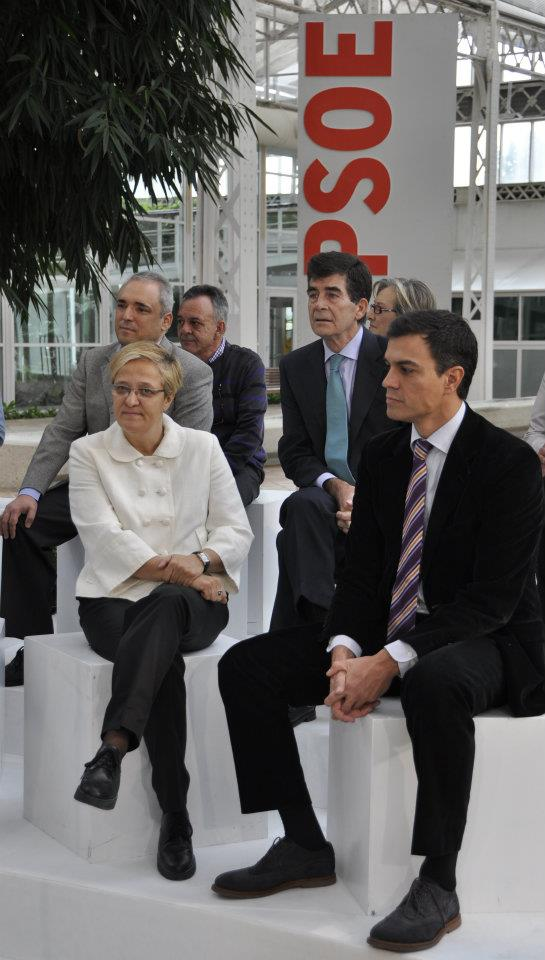
2011년 총선 당시 지지자들과 함께 있는 산체스

그는 이후 사회노동당에 입문해 정치계에 발을 들였고, 2003년에 마드리드 시의원으로 당선되었다. 이후 그는 2006년에 마리아 고메스 페르난데스와 결혼했다. 그는 2011년 시의원직을 퇴임한 뒤, 이후 2014년 스페인 사회노동당의 서기장으로 당선되었다. 그러나 대표로 취임하고 지속적으로 선거에서 우파 연합에게 참패를 당해 위기를 맞았다.

### 스페인의 총리
그러나 2018년 총선에서 본인이 이끄는 스페인 사회노동당이 총선에서 승리하면서 이후 2018년 6월 2일에 총리로 취임했다.
2020년 스페인에서 코로나바이러스감염증-19가 유행하게 되자 그는 코로나바이러스감염증-19 대응 정책을 발표했다.
2021년 코로나19 이후 처음으로 해외를 스페인으로 국빈 방문한 문재인 대통령과 정상회담을 했다.
2022년에 대한민국을 방한해서 윤석열 대통령과 정상회담을 했다.
2023년에 스페인 사회노동당이 지방선거 등에서 연이어 우파 연합에 참패하자 의회해산을 선언하고 조기 총선이 열리게 되었다. 8월에는 2023년 FIFA 여자 월드컵에서 우승을 차지한 여자 축구 국가대표팀 선수단들과 만났다.
7월 23일 치러진 2023년 스페인 총선거에서 상대 야당 국민당이 제1당이 되었으나 과반 지지를 얻지 못하여 정부를 구성하지 못했다. 동년 11월 17일 의회에서 열린 회의에서 산체스가 카탈루냐 분리주의자들의 지지를 얻어내며 과반 의석의 지지를 달성하여 연임에 성공했다.